# Herb Peenemünde
Herb Peenemünde – herb gminy Peenemünde stanowi hiszpańską tarczę herbową, dzieloną w słup złotą przełamaną w kształcie trójkąta nicią; w pierwszym czerwonym polu trzy (1:2) złote korony; w drugim niebieskim polu złota ryba.
Herb został zaprojektowany przez Rolanda Bornscheina z Wismaru i zatwierdzony 15 sierpnia 1996 przez Ministerstwo Spraw Wewnętrznych (Bundesministerium des Innern, für Bau und Heimat).

## Objaśnienie herbu
Trzy korony winny upamiętniać lądowanie 26 czerwca 1630 na terenie gminy szwedzkiej floty i tym samym rozpoczęcie panowania szwedzkiego na Pomorzu Przednim. Przełamana w kształcie trójkąta nić symbolizuje ujście Piany do Morza Bałtyckiego, ryba symbolizuje rybołówstwo jako jedno z tradycyjnych gałęzi dochodów mieszkańców tej gminy.